# Хань Юй
Хань Юй (кит. трад. 韓愈, упр. 韩愈, пиньинь Hán Yù, 768—824) — китайский философ, историк, писатель, поэт, каллиграф. Вошёл в историю как яростный противник буддизма и даосизма.

## Биография
Родился в уезде Хэян в округе Хэнань (современный городской уезд Мынчжоу в провинции Хэнань), в семье земледельца. В трёхлетнем возрасте потерял родителей, воспитывался в семье старшего брата, который за свои убеждения был сослан на юг, в Чаочжоу, куда был вынужден отправиться и Хань Юй (в этих местах процветал тогда чань-буддизм южной ветви). В 792 году выдержал императорские экзамены. Впоследствии занимал должности контролёра-цензора, чиновника министерства наказаний, правителя области Чаочжоу, виночерпия школы для сыновей и младших братьев высших сановников, чиновника министерства чинопроизводства и ряд других. Выступал против буддизма и даосизма, осуждал суеверия, не раз попадал в опалу. Требовал уничтожить монастыри, экспроприировать их собственность, сжечь враждебные конфуцианству книги и построить общество «великого единения», основанное на идеалах древнего конфуцианства. Вместе с Лю Цзунъюанем возглавил движение за возвращение в прозе к «древнему стилю» (гувэнь), создавал бессюжетную ритмическую прозу.

## Влияние
В XI веке идеи Хань Юя повлияли на реформаторскую деятельность Оуян Сю, советника императора династии Сун.
В честь Хань Юя названа китайская река Ханьцзян.

## Сочинения и культурный след
- «Юань дао» (原道, происхождение дао)
- «Юань синь (Первоначальная природа человека)»
- «Юй Мэн шаншу шу (Письмо министру Мэну)»
- «Цзянь ин фогу бяо (Челобитная с увещеваниями отказаться от встречи костей Будды)»

Мао Кун отнёс Хань Юя к восьми великим писателям эпох Тан и Сун.
Притчу Хань Юя о единороге пересказывает Борхес в эссе «Кафка и его предшественники» (она вошла также в составленную им «Книгу вымышленных существ»).
Хань Юй — автор высказывания, которое вошло в китайский язык как описание «закона джунглей» в обществе, где отсутствуют ритуальные нормы: «Слабый пожирается сильным» (кит. 弱肉強食).

## Публикации на русском языке
- Молитвенное и жертвенное обращение к крокодилу / Пер. с кит. В. М. Алексеева // Классическая проза Дальнего Востока. — М.: Художественная литература, 1975. — (Библиотека всемирной литературы, 18).
- Шедевры китайской классической прозы в переводах академика В. М. Алексеева: В 2 кн. М., 2006. Кн. 2. С. 9—105. ISBN 5-02-018494-2
- Шедевры китайской классической прозы в переводах академика В. М. Алексеева: неизданное. М.: Восточная литература, 2012. С. 138—169. ISBN 978-5-02-036493-6
- Хань Юй, Лю Цзунъюань. Избранное / пер. И. Соколовой. М.: Художественная литература, 1979. С. 5-140.
- Китайская поэзия в переводах Льва Меньшикова. СПб.: Петербургское Востоковедение, 2007. С. 177—188. (Подборка ритмической прозы и стихов).
- О продвижении в учении; О пути / пер. Н. И. Конрада; Песня о невысоком светильнике / пер. А. Старостина // Китайская литература. Хрестоматия. М., 1959. С. 299—312.
- [Стихи] / пер. А. Старостина, Д. Голубкова, Н. Банникова // Антология китайской поэзии. Т. 2. М., 1957. С. 214—220.
- [Стихи] / пер. В. Рогова // Классическая поэзия Индии, Китая, Кореи, Вьетнама, Японии. М.: Художественная литература, 1977. С. 291—298. (БВЛ, т. 16).
  - Переиздано в сборнике: Поэзия эпохи Тан. М.: Художественная литература, 1987. С. 269—276.

### Учебники
- Фэн Ю-лань. Краткая история китайской философии. СПб.: Евразия, 1998. С. 289—290.
- История китайской философии, пер. с кит. яз. Таскина В.С., М., 1989. По именному указателю.

### Статьи
- Гусаров В. Ф. Некоторые положения теории пути Хань Юя // Письменные памятники Востока. 1972. М.: Наука, 1977. С. 197—203.
- Гусаров В. Ф. О стилистическом моделировании прозы Хань Юя // Жанры и стили литератур Китая и Кореи. М.: Наука, 1969. С. 39—50.
- Гусаров В. Ф. Политико-философские воззрения Хань Юя (768—824 гг.) // Вестник Ленинградского университета. 1970. № 14, Вып. 3. С. 70—78.
- Желоховцев А. Н. Литературные взгляды Хань Юя и Лю Цзунюаня // Историко-филологические исследования. М.: Наука, 1974. С. 200—208.
- Конрад Н. И. Хань Юй и начало китайского ренессанса // Запад и Восток. М.: Наука, 1966. С. 119—151.

### Монографии
- Мазур Т. Г. Конфуцианство как идеология «служилого сословия» в сочинениях Хань Юя (768—824): диссертация. Улан-Удэ, 2003.
- Chen Y. Images and ideas in Chinese classical prose: studies of four masters. Stanford: Stanford UP, 1988.
- Hartman Ch. Han Yü and the T’ang search for unity. Princeton: Princeton UP, 1986.
- Owen St. The poetry of Meng Chiao and Han Yü. New Haven: Yale UP, 1975.